# 阿部真央
阿部 真央（Abe Mao，1990年1月24日—），日本創作歌手。出生於大分縣大分市。畢業於大分縣大分西高中。

## 經歷
小時候常聽祖父的演歌而開始喜歡音樂，並在小學三年級時開始學鋼琴，之後因參加了地方的卡拉OK大賽而意識到自己喜歡在舞台上唱歌。於是在國中時期就選擇當歌手這條路，升高中後開始練習吉他，並且會在大分市上人群頻繁的地方進行LIVE演唱，同時也持續參加許多音樂選拔賽。當時以翻唱為主，直到在2006年2月高中一年級時完成自己的處女作「MY BABY」。

## 人生經歷
- 2006年中期，高中二年級時在樂器行的老闆勸說下參加「YAMAHA TEENS' MUSIC FESTIVAL2006大分大會」，以「MY BABY」這首歌獲得了優勝。接著在全國大會的時候以一首想念媽媽的歌曲「母の唄」得獎。這時候開始接受許多地方媒體的邀請LIVE演出。高中畢業之後，去東京與PONY CANYON簽下合約，從ROCK IN JAPAN FESTIVAL開始接受許多的LIVE演出。
- 2008年8月到11月，iTunes Store開始販賣阿部的四首歌曲，其中一首歌「MY BABY」為該週iTunes Store熱門新歌排行。
- 2009年1月21日，專輯『ふりぃ』開始販賣，主題曲『ふりぃ』在電台上開放廣播。取得了Billboard Japan Hot的第1名。同年3月21日開始在九州七縣舉辦了小型巡迴演唱會。
- 2009年5月15日，「僕らの音楽」被用為偶像劇劇中歌曲，跟她接洽的人是土田晃之，土田晃之說是阿部的粉絲。在其中有談到阿部對於東京非常的陌生，到東京之後常常呆在家裡不出門。
- 2009年5月27日，發布了單曲『伝えたいこと/I wanna see you』，接著又在8月5日發布第二張單曲『貴方の恋人になりたいのです』。兩張單曲都進入公信榜排行前二十名。
- 2010年1月13日，發布了第三張單曲『いつの日も』。發布後一週內進入了Billboard Japan Hot的第2名，在那之後的兩個禮拜後，即2010年1月27日，發布了第二張專輯『ポっぷ』，並且第一次進入公信榜排行前十名。
- 2010年6月9日，發布了第四張單曲『ロンリー』。
- 2010年11月3日發布了第五張單曲『19歳の唄』，同天開始了『阿部真央らいぶNo.2』巡迴演唱會。

## 音樂性質
阿部的歌曲中心是「誰かと繋がるための術」這個想法是從人發自內心的慾望作為起點，寫出的歌詞與曲。歌詞與曲來自於各式各樣的畫面，藉由一時的靈感所創造出來的。馬蒂·弗里德曼提點阿部唱歌時的口音問題，說是有少數男性的口音在其中。比起音域不廣的女性，擁有著渾厚的聲音。說阿部在搖滾方面十分具有潛力。

## 簡介

### 興趣
喜歡吃的食物有飯、番茄醬、蛋、甜食。但是現在甜食被限制食用中。

喜歡的漫畫是山本英夫的『ホムンクルス』。

放假時愛在家裡不出門。

特別愛吃和睡覺，在家不喜歡多餘的移動。

很喜歡拍天空的照片，手機的銀幕畫面就是天空的相片。

喜歡在人多的地方。

就像自己的「人見知りの唄〜共感してもらえたら嬉しいって話です〜」歌曲一樣，社恐。

口頭禪是「パック」。

### 後援會
後援會的名字叫做「あべまにあ」。決定用這個名稱開始進行粉絲募集。對於阿部本人的部落格、微網誌也有著『あべまより。』提供免費閱覽。

## 歷年專輯

### 單曲
| 順序 | 發售日         | 專輯名稱                            | 成績   | 成績          | 成績 |
| 順序 | 發售日         | 專輯名稱                            | Oricon | Japan Hot 100 | RIAJ |
| ---- | -------------- | ----------------------------------- | ------ | ------------- | ---- |
|      | 2008年         | 貴方の恋人になりたいのです(AG ver.) | —      | —             | —    |
|      | 2008年         | 人見知りの唄 (AG ver.)              | —      | —             | —    |
|      | 2008年         | MY BABY (AG Ver)                    | —      | —             | —    |
|      | 2008年         | I wanna see you (AG Ver)            | —      | —             | —    |
|      | 2008年         | ふりぃ                              | —      | 1             | —    |
| 1st  | 2009年5月27日  | 伝えたいこと／I wanna see you       | 19     | 11 39         | — 61 |
| 2nd  | 2009年8月5日   | 貴方の恋人になりたいのです          | 19     | 5             | 29   |
| 3rd  | 2010年1月13日  | いつの日も                          | 12     | 2             | 6    |
| 4th  | 2010年6月9日   | ロンリー                            | 22     |               |      |
| 5th  | 2010年11月3日  | 19歳の唄                            | 20     |               |      |
| 6th  | 2011年5月18日  | モットー。/光                       | 20     |               |      |
| 7th  | 2011年11月16日 | 側にいて                            | 22     |               |      |
| 8th  | 2012年5月16日  | 世界はまだ君を知らない              | 22     | 11            |      |
| 9th  | 2013年3月6日   | 最後の私                            | 20     |               |      |
| 10th | 2013年6月26日  | 貴方が好きな私/boyfriend            | 28     |               |      |
| 11th | 2014年5月21日  | Believe in yourself                 | 31     |               |      |
| 12th | 2014年10月22日 | それぞれ歩き出そう                  | 29     |               |      |
| 13th | 2015年11月18日 | You changed my life                 | 37     |               |      |
| 14th | 2016年5月25日  | Don't let me down                   | 54     |               |      |
| 15th | 2016年8月24日  | 女たち                              | 92     |               |      |
| 16th | 2018年10月24日 | 変わりたい唄                        | 53     |               |      |
| 17th | 2019年5月8日   | 君の唄(キミノウタ)/答               | 35     |               |      |
| 18th | 2019年8月21日  | どうしますか、あなたなら            | 57     |               |      |

### 專輯
| 順序 | 發售日        | 專輯名稱         | 成績   | 成績             | 成績             |
| 順序 | 發售日        | 專輯名稱         | Oricon | JAPAN Top Albums | Sound Scan Japen |
| ---- | ------------- | ---------------- | ------ | ---------------- | ---------------- |
| 1st  | 2009年1月21日 | ふりぃ           | 17     |                  | 20               |
| 2nd  | 2010年1月27日 | ポっぷ           | 5      |                  | 4                |
| 3rd  | 2011年6月1日  | 素。             | 6      |                  |                  |
| 4th  | 2012年6月6日  | 戦いは終わらない | 6      | 5                | 7                |
| 5th  | 2013年8月28日 | 貴方を好きな私   | 7      |                  |                  |
| 6th  | 2015年2月18日 | おっぱじめ!      | 7      |                  |                  |
| 7th  | 2017年2月15日 | Babe.            | 14     |                  |                  |
| 8th  | 2018年3月7日  | YOU              |        |                  |                  |

## 演出
- 阿部真央のあべまおらじお（JFN系列25局、2009年10月-）
- MUSIC FREAKS（FM802、2009年10月-2010年9月 隔週出演）

## 註解
1. ↑  .   [2011-09-19]. （原始内容存档于2009-11-30）.
2. ↑  .   [2011-09-19]. （原始内容存档于2009-12-13）.